# Betta imbellis
Betta imbellis — тропічний прісноводний вид лабіринтових риб з родини осфронемових (Osphronemidae), підродина макроподових (Macropodusinae).
Був описаний Вернером Ладігезом (нім. Werner Ladiges) 1972 року на основі екземплярів, виловлених в околицях Куала-Лумпуру, та акваріумних зразків. До того вид ідентифікувався як B. splendens.
Назва imbellis латинською означає «небойовий», «мирний». Ладігез дав її рибам через поведінку самців-суперників. Вони рідко стикаються між собою, а лише кружляють парою, демонструючи один одному свою зовнішність. Цим вони сильно відрізняються від самців свого близького родича — сіамської бійцівської рибки (Betta splendens), які в поєдинках відзначаються неабиякою агресивністю та завзятістю.

## Опис

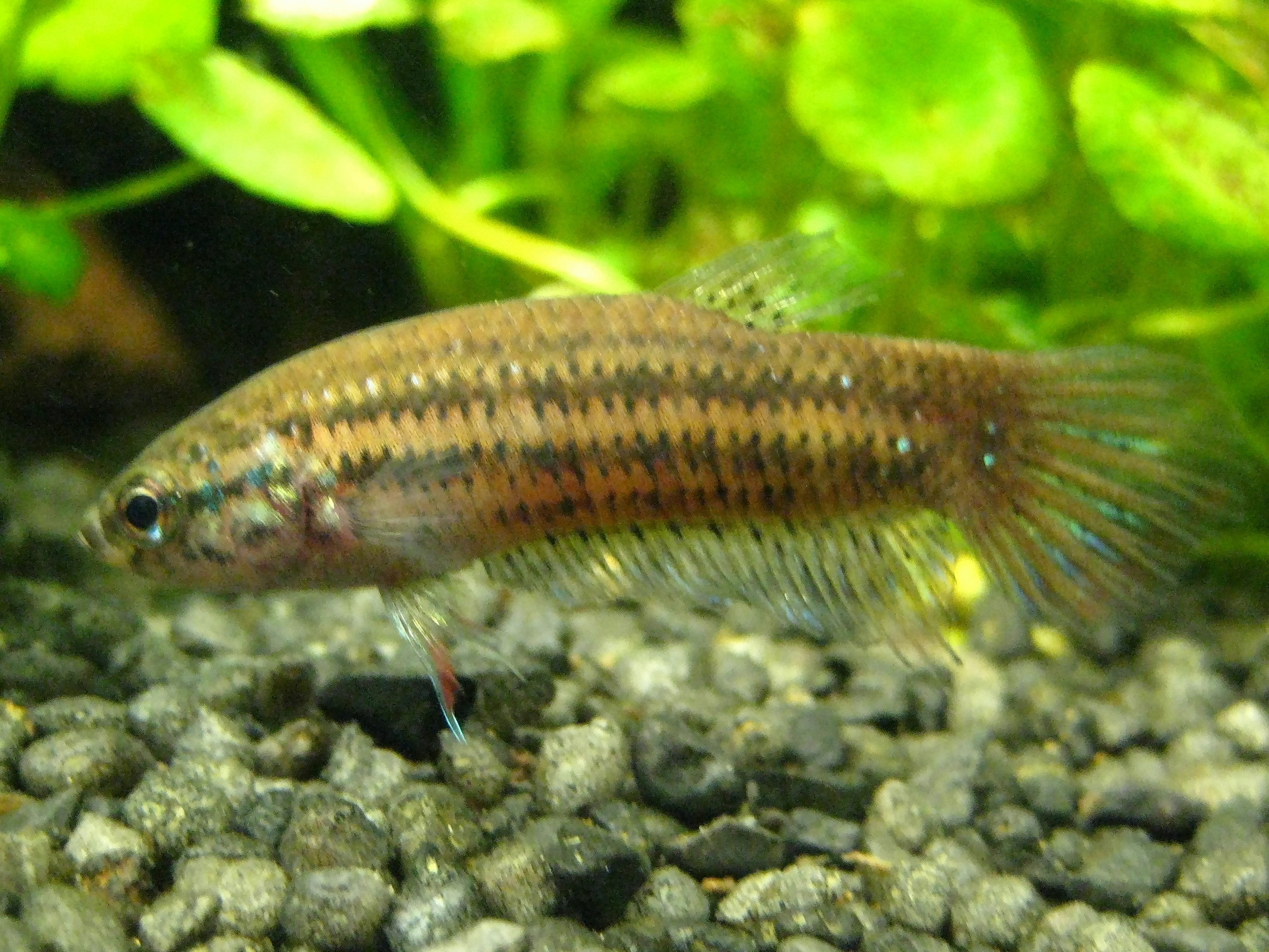
Betta imbellis (самка)

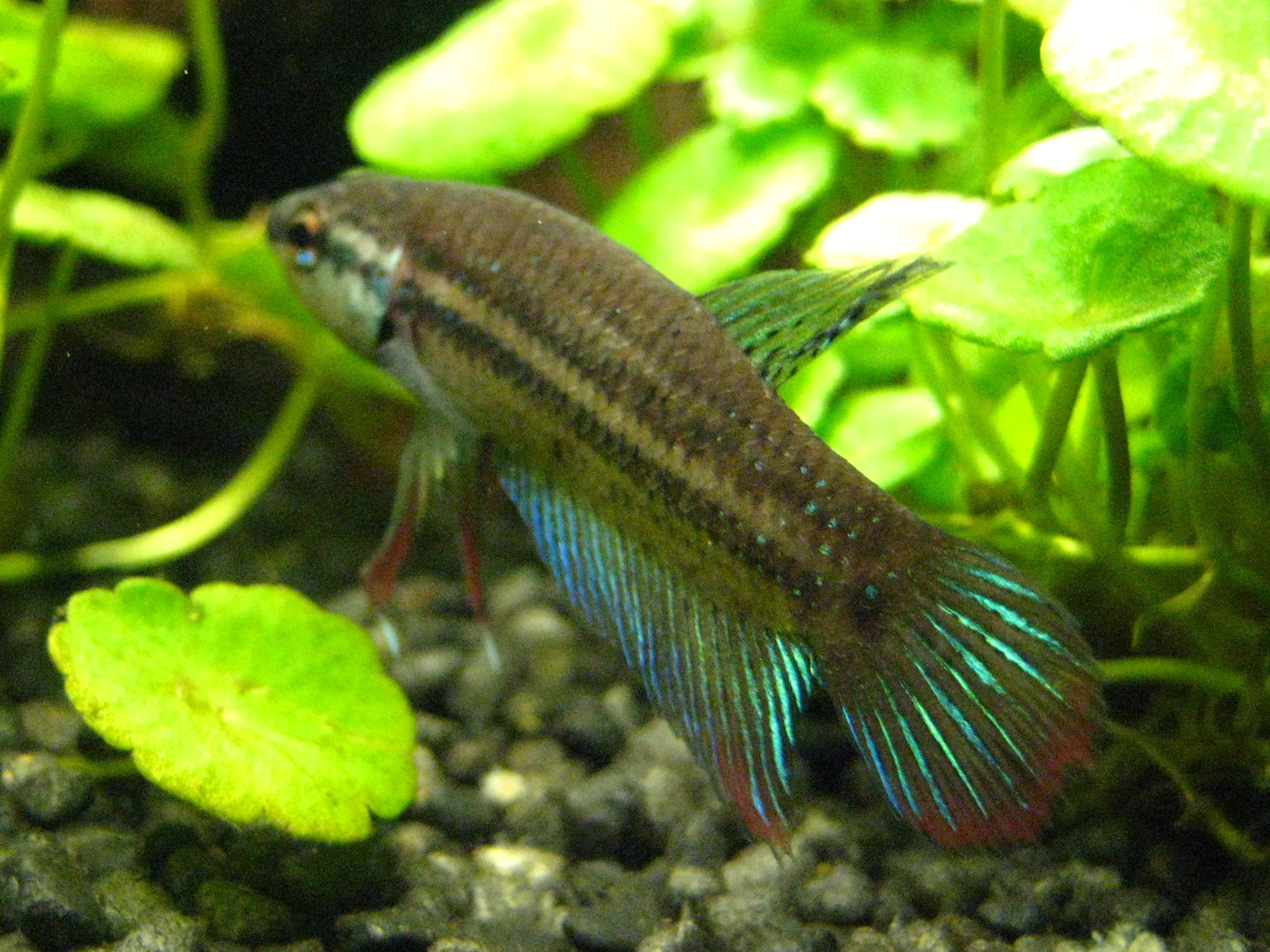
Betta imbellis (самець)

Максимальний розмір цих риб 5,5 см завдовжки. Тіло струнке, витягнуте в довжину, висота тіла становить 24,2-30,1 % стандартної (без хвостового плавця) довжини. Голова невелика (її довжина становить 25,8-30,9 % стандартної довжини), рот верхній, губи здуті.
Спинний плавець короткий, округлий, посунутий до хвоста, анальний — довгий, загострений на кінці, його кінчик сягає половини або й більше хвостового плавця. Хвостовий плавець округлий, його промені трохи виходять за полотно. Черевні плавці довгі, серпоподібні. У спинному плавці 0-2 твердих промені й 7-10 м'яких, в анальному 2-5 твердих і 21-26 м'яких, у грудних плавцях по 11-14 променів. 27-32 луски у бічній лінії.
Основне забарвлення тіла та голови у самців, залежно від стану, може бути від рудого до темно-коричневого, майже чорного. Кожна лусочка має чорну облямівку та яскраву світлу цятку, що виблискує блакитним, бірюзовим або світло-зеленим кольором. Особливо помітні ці блискітки в задній частині тіла та над грудними плавцями. Такими ж синьо-зеленими барвами вилискують і зяброві кришки. Аналогічне забарвлення мають також полотна спинного, анального та хвостового плавців. На цьому тлі чітко помітні їх темні промені. Задня частина хвостового плавця має червоне забарвлення, що утворює характерну пляму у формі півмісяця. По задньому краю хвостовий плавець має ще тонку чорну облямівку. У задній частині спинного плавця розкидані чіткі поперечні риски. Кінчики задніх променів анального плавця червоні. Черевні плавці біля кореня коричневі, як і тіло, далі стають червоними й мають яскравий білий кінчик. Грудні плавці безбарвні. Рогівка очей оранжева, у верхній частині відсвічує зеленим кольором. Зябра, які стає видно при відкритті зябрових кришок, чорні.
Особливо яскраво виглядають збуджені самці, що добре помітно в шлюбний сезон.
Існують відмінності за забарвленням у популяцій з різних місцевостей. Червона пляма на хвості може відрізнятися як за формою, так і за розмірами. Навіть колір зябрових кришок, який вважається характерною ознакою виду, не є одноманітним.
Самка забарвлена не так яскраво, як самець, їй не вистачає лиску на тілі, виблискують лише окремі цятки. Основне забарвлення у неї світло-коричневе. Чітко помітні дві темно-коричневі поздовжні смуги посередині тіла. Зяброві кришки блідо-золотаві. Від горла через око і далі над зябровими кришками проходить темно-коричнева смужка. Плавці жовтуваті, майже безбарвні, з коричневими променями, на спинному є поперечні риски. Самці не лише інтенсивніше забарвлені, а й більші за самок і в зрілому віці мають ширші плавці, черевні плавці в них помітно довші.

## Поширення
Betta imbellis широко розповсюджена в Півострівній Малайзії та Південному Таїланді. Лінія від Кхаолаку (на північ від Пхукету) на заході до острова Самуї на сході вважається північним кордоном поширення виду. Ймовірно, Betta imbellis зустрічається також у північній частині Суматри. Присутність виду в Сабасі, швидше за все, пов'язана з інтродукцією. Існує повідомлення про його появу в Сінгапурі.
Вид поширений переважно в районах з тропічним кліматом. Зазвичай населяє так звані «чорноводні» струмки з повільною течією і території, що затоплюються під час повеней, зустрічається також на торф'яних болотах, у ставках, канавах, на рисових полях. Живе приховано серед густої прибережної рослинності. Вода тут часто має коричневий колір. Параметри води: показник pH 5,5–7,0; твердість dH 5-20, температура 23-34 °C, глибина до 0,6 м. Деякі популяції живуть у солонуватих водах прибережних боліт. На півночі Betta imbellis живе у чистій прозорій воді й має спільні біотопи з Betta splendens. Живучи разом, обидва види можуть утворювати гібридні популяції. Північні популяції Betta imbellis несуть певні ознаки перехідної форми до B. splendens, тоді як популяції із Малайзії виглядають абсолютно однорідними. Лише адаптація сіамської бійцівської рибки (Betta splendens) до субтропічного клімату запобігає повному змішуванню цих двох видів.
Існує мало інформації про динаміку чисельності популяції Betta imbellis. Загрозу існуванню виду становлять деградація середовищ існування через інтенсивний розвиток сільського господарства, а також генетичне забруднення (гібридизація з Betta splendens) через вивільнення сіамської бійцівської рибки із акваріумних господарств.

## Біологія
У природі Betta imbellis харчується переважно комахами, що сідають або падають на поверхню води, личинками комах та дрібними ракоподібними.
Як і всі лабіринтові риби, Betta imbellis володіє додатковим органом дихання, відомим як лабіринтовий апарат, він дозволяє рибам певною мірою дихати атмосферним повітрям. Тому ці бійцівські рибки періодично спливають до поверхні води за черговим ковтком повітря.
У період нересту самці Betta imbellis утворюють території й захищають їх. У межах такої території на поверхні води або під листям водяних рослин чи іншими предметами, що плавають на поверхні, вони будують свої гнізда з піни. Самці зазвичай ініціюють нерест, заманюючи самок до гнізда для відкладання ікри. При цьому вони демонструють своє чудове шлюбне забарвлення й розпускають плавці. Нерест відбувається під гніздом у типових для осфронемових обіймах, коли самець обгортається своїм тілом навколо самки й перевертає її черевом догори. Риби на короткий час застигають у нерестовому заціпенінні. При цьому викидається й запліднюється порція ікри; ікринки падають на дно. Самець ненадовго залишає самку, збирає ротом ікринки й випльовує їх у гніздо. Обійми знову і знову повторюються, поки самка не відкладе всю свою ікру. Всього одна самка може відкласти до 300 ікринок.
Самець захищає кладку й доглядає за гніздом. Інкубаційний період триває 1-2 доби, на 3-5-й день мальки повністю поглинають запаси своїх жовткових мішків і починають плавати й харчуватися. У цей момент батько припиняє турботу про виводок.
Ікринки у B. imbellis більші, ніж у В. splendens. Більші й мальки, але вони спочатку досить повільно рухаються й харчуються лише найменшим та малорухливим живим кормом. Ростуть помалу. Забарвлюватись починають у 3-4 місяці. Визрівають у 8-9 місяців. Тривалість життя 3-4 роки.
У нерестову добу самці влаштовують між собою поєдинки, але вони не такі запеклі, як у В. splendens. Два самці наближаються один до одного з розпущеними плавцями та яскравим забарвленням. Вони кружляють один навколо одного, але рідко стикаються. Закінчуються поєдинки швидко, при цьому риби ніколи не завдають один одному шкоди.

## Утримання в акваріумі
Уперше вид з'явився в акваріумах у 1970 році, коли він був завезений до Німеччини (Шаллер, Фрайбург). Іноді зустрічається в торгівлі акваріумними рибами. В акваріумах зоомагазинів почувається некомфортно, рибки тут перелякані й непоказні.
В. imbellis є доволі мирною рибою, лише з настанням нерестового періоду самці стають помітно активнішими. В цей час вони постійно перебувають у збудженому стані й виблискують усіма барвами.
Ці рибки лякливі, ведуть прихований спосіб життя і мало помітні в добре облаштованому акваріумі. Під час годівлі бійцівська рибка вискакує зі своєї схованки, хапає корм і негайно повертається назад. Тільки після цього вона з'їдає їжу. В. imbellis не любить яскравого світла. При сильному освітленні тримається в найтемніших місцях акваріума. Але лише варто вимкнути світло, як вони починають весело плавати, особливо активізуються у вечірні години. З часом риби стають не такими лякливими.
Тримаються в середніх шарах води. В. imbellis можна тримати у спільному акваріумі з подібними за розміром мирними рибами, але краще парами або у видовому акваріумі. Як свідчить досвід, за наявності в акваріумі густої рослинності можна тримати разом декількох самців навіть у невеликих акваріумах. Часто трапляється так, що кілька самців будують свої гнізда з піни на відстані декількох сантиметрів одне від одного.
Для однієї пари достатньо акваріума на 20 літрів. В акваріумі на 60 літрів і більше можна утримувати групу риб, тут краще спостерігати їхню поведінку. Акваріум повинен бути тісно накритий зверху склом. Ці рибки — відмінні стрибуни, вони можуть подолати висоту в 20 см і більше й прослизнути в найтоншу шпаринку. Також кришка зберігатиме над поверхнею води шар теплого вологого повітря, яким дихають риби. Акваріум має бути густо засаджений рослинами, серед яких і такі, що плавають на поверхні. Ґрунт темний.
Параметри води: твердість 5-10° dH, показник pH 6,0-7,0, температура 24-26 °C. Щотижня 20-30 % води міняють на свіжу.
У неволі беруть як дрібні живі, так і заморожені та сухі корми. До їжі йдуть нерішуче, тому, якщо вони матимуть більш спритних сусідів, то напевне залишаться голодними.
Розведення цих риб не викликає труднощів. Нерест парний, відбувається так само, як у інших видів бійцівських рибок, що будують гнізда з піни, зокрема В. splendens. Щоб спонукати риб до нересту, самців і самок розділяють на 2 тижні й добре годують живими і мороженими кормами.
Вода в нерестовищі повинна бути відносно м'якою (4-10° dH), показник pH 6,5-7,2, температура 26-30 °C. Після того, як риби опиняться разом, вони майже відразу розпочинають шлюбні ікри, самець будує гніздо з піни, а за 2-3 дні риби відкладають ікру. Мальки В. imbellis спочатку беруть лише найдрібніший і малорухливий корм (інфузорії, коловертки тощо). Ростуть помалу, наупліуси циклопів і артемій починають їм давати лише через 4-6 днів після того, як мальки попливли. У віці 2 місяці виростають лише до 12-15 мм завдовжки. Забарвлюватись починають у 3-4 місяці. Визрівають у 6-8 місяців. Тривалість життя в акваріумі становить 3-4 роки.

## Відео
- Amazing rare wild betta imbellis flaring - franksbettas на YouTube by Franks bettas